# 復刻堂

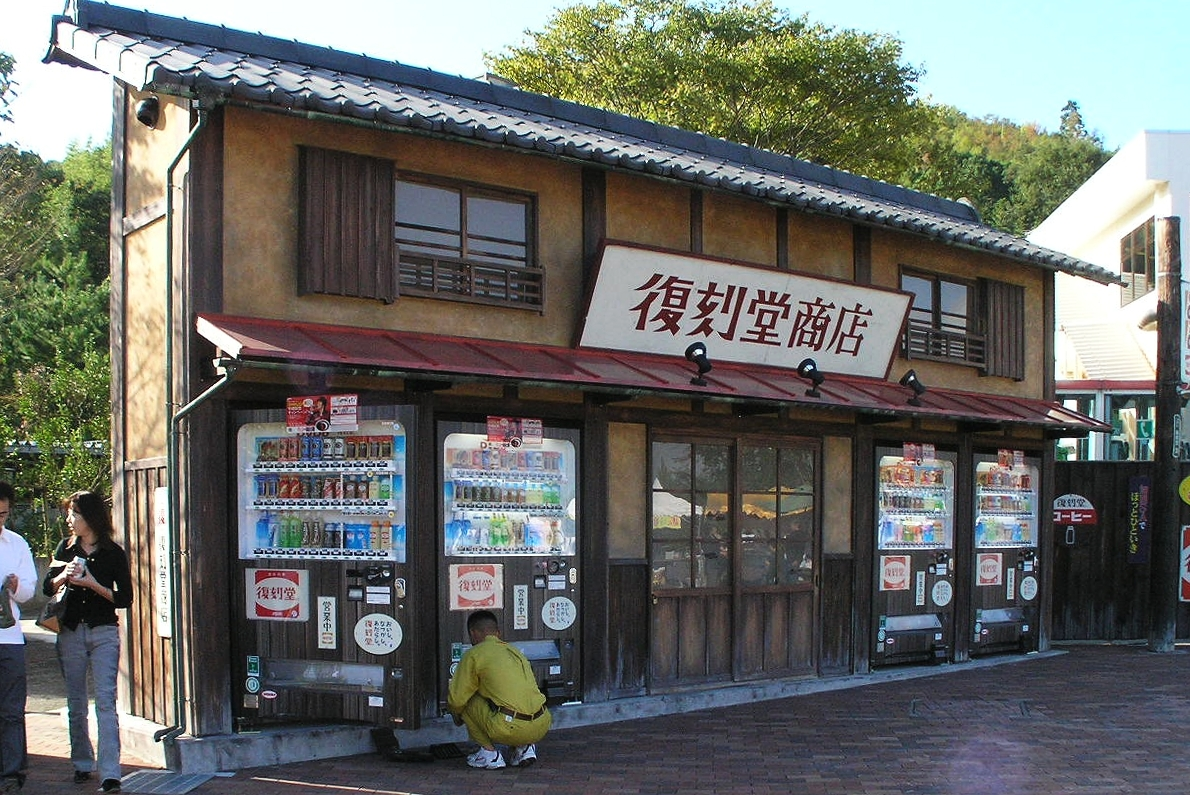
レトロな商店をイメージした復刻堂商店（高速道路サービスエリア（加西サービスエリア）にて）

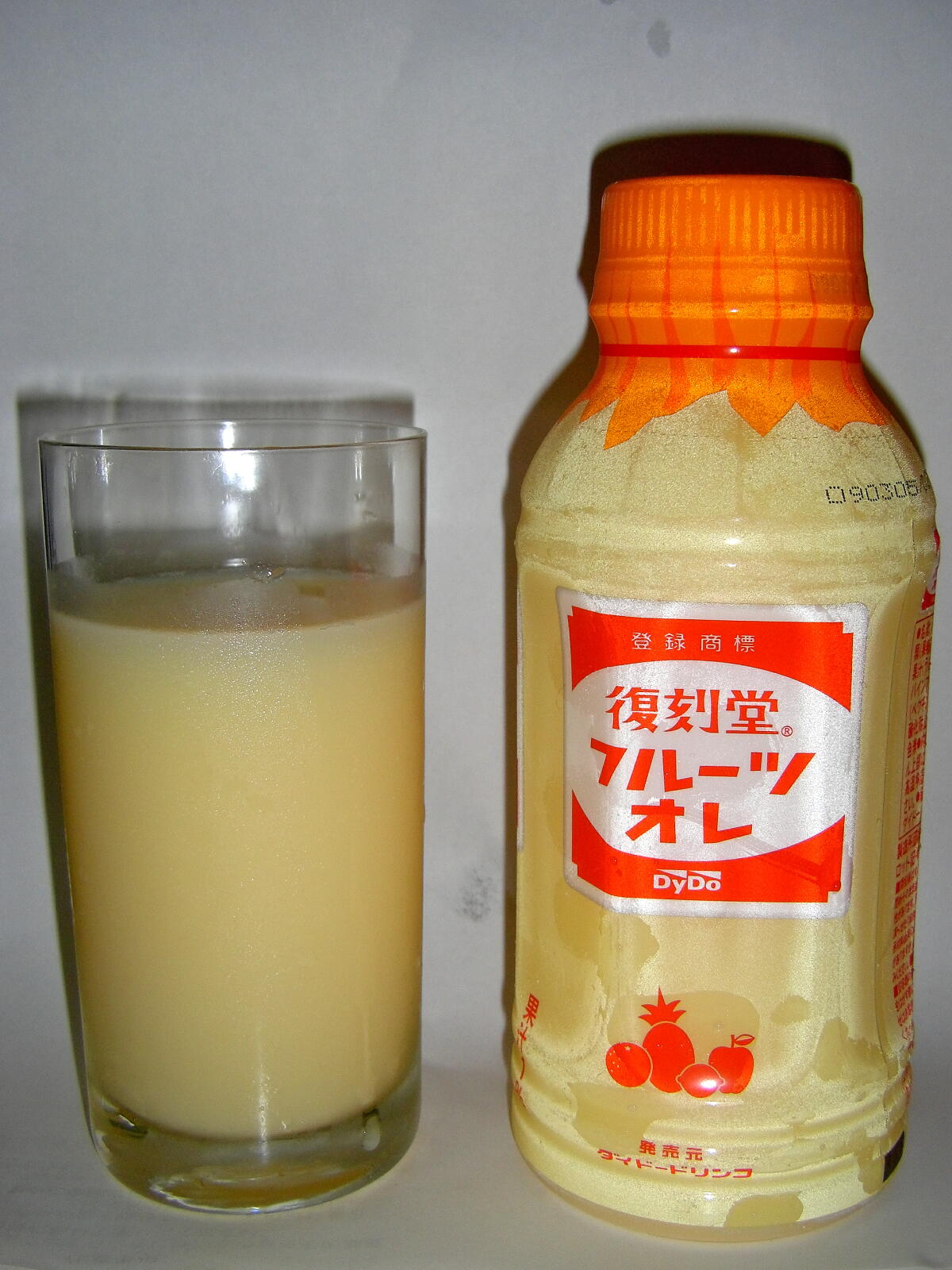
復刻堂フルーツオレ（2011年現在絶版）

復刻堂（ふっこくどう）とはダイドードリンコより展開・発売されている清涼飲料水のブランド。コンセプトは、「昔懐かしいけど新しい、時代・世代を超えてみんなに愛されるおいしさのブランド」。過去には他の飲料・菓子メーカーとのコラボレーションも行われていた。また自動販売機では大々的に販売されていることが多かった。
2013年4月を以て一旦復刻堂ブランドの展開・販売を終了した。ただしごく一部のキャラクターシリーズの商品に限り、後継ブランドの「ヒーローズ缶」シリーズ（2016年2月現在終売）に引き継がれた。
2015年3月より、フルーツオレのみであるが、復刻堂ブランドを冠する商品が復活。その後も一時期終売していたが、2021年3月にブランドが復活した。

## 商品ラインナップ

### 現在販売中である商品
- 復刻堂 ミルクコーヒー - コーヒー入り清涼飲料規格。一度終売されていたが、2022年3月に復活発売
- 復刻堂 レモンスカッシュ - 2024年3月発売
- 復刻堂 コーラ - 2023年2月発売
- 復刻堂 ココア - 2023年9月発売
- 復刻堂 バナナオ・レ - 2024年3月発売
- 復刻堂 フルーツオ・レ - 2023年2月発売
- 復刻堂 いちごオ・レ

### 終売商品
- 復刻堂 ミルクセーキ
- 復刻堂 クリームソーダ
- 復刻堂 レモネード
- 復刻堂アーモンドドリンク
- 復刻堂メロンクリームソーダ
- 復刻堂イチゴオレ
- 復刻堂乳酸系飲料
- 復刻堂クリームサイダー
- 復刻堂リンゴ
- 復刻堂ソーダ水 - メロン味の登場に伴い終売。
- 復刻堂アイスコーヒー
- 復刻堂純喫茶サイフォン式
- 復刻堂リボンシトロン - サッポロ飲料とのコラボレーション
- 復刻堂オレンヂサイダー
- 復刻堂ホットコーヒー
- 復刻堂シャンペリサイダー
- 復刻堂みかん水
- 復刻堂イチゴサイダー
- 復刻堂フルーツサワーメロン
- 復刻堂フルーツサワーピーチ
- 復刻堂フルーツサワーグレープ
- 復刻堂フルーツサワーホワイト
- 復刻堂フルーツサワーオレンジ
- 復刻堂ソーダフロート
- 復刻堂メロンクリームサイダー
- 復刻堂アップル&ゼリー
- 復刻堂ソーダ水 メロン味
- 復刻堂ウス茶糖 - 竹茗堂とのコラボレーション
- 復刻堂クリームサイダー バニラ味
- 復刻堂フルーツサワー メロン
- 復刻堂コーヒー
- 復刻堂アップル - JASマーク認定飲料
- 復刻堂オレンヂ - JASマーク認定飲料
- 復刻堂ソーダ水 ブルーハワイ風味
- 復刻堂ウルトラサイダー - 期間限定。円谷プロとのコラボレーション[3]
- 復刻堂森永ミルクキャラメルミルクセーキ - 森永製菓とのコラボレーション
- 復刻堂森永ホットケーキミルクセーキ - 森永製菓とのコラボレーション。1987年当時のパッケージデザインをイメージ
- 復刻堂ウルトラコーラ - 期間限定。円谷プロとのコラボレーション
- 復刻堂ウルトラ大怪獣レモネード - 期間限定。円谷プロとのコラボレーション
- 復刻堂三ツ矢サイダー - アサヒ飲料とのコラボレーション
- 復刻堂大果汁バトルウルトラウォーター - 期間限定。円谷プロとのコラボレーション
- 復刻堂秘密炭酸ゴレンジャー - 期間限定。石森プロ、および東映とのコラボレーション
- 復刻堂森永ミルクココア - 森永製菓とのコラボレーション。
- 復刻堂ウルトラエール - 期間限定。円谷プロとのコラボレーション
- 復刻堂メロンサイダー - あえて粉末ジュースでのメロンソーダの味を再現していた
- 復刻堂パインサイダー
- 復刻堂フルーツオレ
- 復刻堂 メロンソーダ
- 復刻堂仮面サイダー - 期間限定。仮面ライダーシリーズとのコラボレーション
- 復刻堂ドラゴンボール（オレンジソーダ） - 期間限定。ドラゴンボールとのコラボレーション